# مولد مستندسازی
مولد مستندسازی (انگلیسی: Documentation generator) از ابزارهای توسعه نرم‌افزار است، که مستندسازی نرم‌افزار را با استفاده از فایل‌های کد منبع و فایل‌های باینری، برای برنامه‌نویسان (با تولید مستندات رابط برنامه‌نویسی کاربردی) یا کاربران نهایی (با ایجاد راهنماهای کاربر نهایی) انجام می‌دهد. برخی از مولدهای مستندسازی مانند داکسیجن از کامنت‌گذاری بعنوان راهنمای مستندسازی و تولید ارجاعات استفاده می‌کنند. در مولدهای مستندسازی، تولید مستندات به چندین روش شامل: تولید دسته‌ای، تولید بلوک‌های متنی، ایجاد فرم‌ها و مستندات ترکیبی، انجام می‌شود.